# Scipione Pannocchieschi d'Elci
Scipione Pannocchieschi d'Elci (né en 1600 à Sienne, alors dans le Grand-duché de Toscane, et mort le 12 avril 1670 à Rome) est un cardinal italien du XVIIe siècle. Il est le grand-oncle du cardinal Raniero d'Elci (1737) et l'arrière-grand-oncle du cardinal Francesco d'Elci (1773).

## Biographie
Scipione Pannocchieschi d'Elci est référendaire au tribunal suprême de la Signature apostolique, gouverneur de Spolète, d'Ancône et de Fermo. Il est élu évêque de Pienza en 1631 et est consacré le 17 août 1631 par Luigi Caetani avec comme co-consécrateurs Tegrimus Tegrimi (en) et Giorgio Bolognetti (it). Il est promu archevêque de Pise en 1636. Il est nonce apostolique à Venise en 1646-1652 et en Autriche (en) en 1652-1658.
Le pape Alexandre VII le crée cardinal in pectore lors du consistoire du 9 avril 1657. Sa création est publiée le 29 avril  1658 et il est légat apostolique à Urbino de 1658 à 1662.
Le cardinal d'Elci participe au conclave de 1667, lors duquel Clément IX est élu pape et au conclave de 1669-1670 (élection de Clément X), mais il meurt pendant ce conclave.

## Succession apostolique
Scipione Pannocchieschi d'Elci a ordonné les évêques suivants :
- Évêque Simeone Difnico (it) (1647)
- Archevêque Franjo Soimirovic (bg), O.F.M.Obs. (1651)
- Cardinal Volumnio Bandinelli (1658)
- Évêque Mauro Corsi (en), O.S.B.Cam. (1662)
- Évêque Gaspare Cattaneo (1662)
- Évêque Paolo Diano-Parisi (1663)
- Évêque Ambrosio Fracassini (en), O.P. (1663)
- Archevêque Francesco Pannocchieschi (it) (1663)
- Évêque Francesco Tirotta (1665)
- Évêque Cesare Ugolini (it) (1665)
- Évêque Jeronim de Andreis (1665)
- Évêque Giovanni Checconi (en) (1665)